# Acantopsis
Genre
Acantopsis est un genre de poissons d'eau douce ou saumâtre téléostéens de la famille des Cobitidae (ordre des Cypriniformes). Il regroupe des espèces dites "vraies" loches.

## Liste des espèces
Selon FishBase (23 novembre 2023) :
- Acantopsis dialuzona Van Hasselt, 1823
- Acantopsis dinema Boyd & Page, 2017
- Acantopsis ioa Boyd & Page, 2017
- Acantopsis multistigmatus Vishwanath & Laisram, 2005
- Acantopsis octoactinotos Siebert, 1991
- Acantopsis rungthipae Boyd, Nithirojpakdee & Page, 2017
- Acantopsis spectabilis (Blyth, 1860)
- Acantopsis thiemmedhi Sontirat, 1999

## Galerie

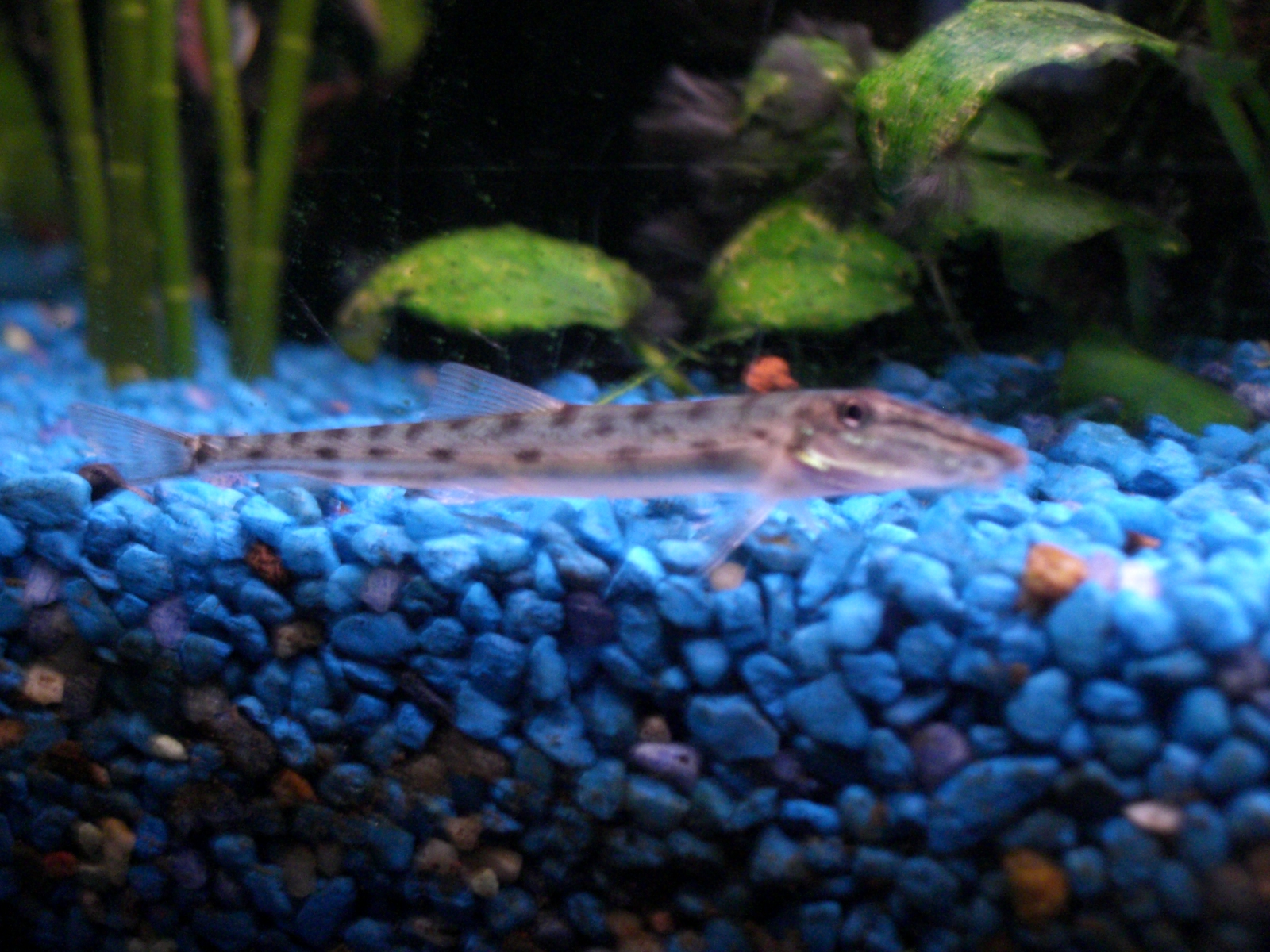
Acantopsis dialuzona
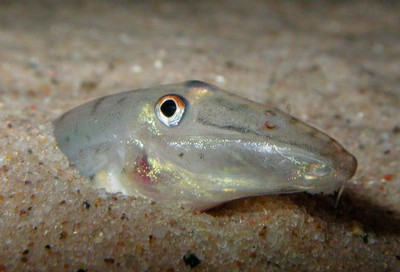
Acanthopsis sp.

## Classification
Le nom valide complet (avec auteur) de ce taxon est Acantopsis van Hasselt, 1823.
Acantopsis a pour synonyme :
- Prostheacanthus Blyth, 1860

## Étymologie
Le nom générique, Acantopsis, est la combinaison du genre Acantophthalmus (désormais synonyme de Cobitis), et du grec ancien ὄψις, opsis, « similaire à  », et fait référence à ressemblance de ces deux genres.